# 屯門ニュータウン
屯門ニュータウン（とんもんニュータウン、テュンムンニュータウン、英語: Tuen Mun New Town、中国語: 屯門新市鎮）とは、香港新界の西部に位置する、人口約50万人の香港のニュータウンの1つ。  1972年に、以前は青山ニュータウンとして知られていたニュータウンは、正式にその名前を屯門ニュータウンに変更した。 現在、屯門のすべての公営住宅とほとんどの公共施設は、屯門ニュータウンの範囲内にある。

## 地理
屯門ニュータウン部は、主に青山湾干拓地域と青山と九逕山の間にある谷で構成され、北は鍾屋村、東は小欖、西は踏石角に隣接している。屯門、藍地、赤園、掃管笏、小冷水、望后などがあり、総開発面積は約3,259haであり、そのほとんどは埋め立てによるもの。 屯門ニュータウンは屯門区の中心都市でもあるため、屯門の一部の人々は屯門市とも呼ぶ。また、屯門区とは異なる。

## 歴史
第二次世界大戦後、香港の人口は増加を続け、1960年代、香港の人口は約420万人になり、都市部は混雑した。香港政府は、都市開発と新しい町の開発の分散政策を積極的に推進した。
1965年、政府は将来の衛星都市に屯門を正式に含めた（後にニュータウンの名前を変更）。  1970年代に、屯門開発プロジェクトが始まった。1971年5月まで、政府は予備設計の撤回を発表した。 
1972年の9月に、屯門地区の新しいデザインが正式にリリースされた。  1973年12月24日、政府は新市街としての屯門の開発を発表した。10年の住宅プロジェクトに沿って、政府は屯門区の開発に約940億円を投資し、屯門区は都市部から遠く離れていたため、再起動した。 約8億円が道路網に建設され、40年以上の開発の後、新しい町の屯門の人口は約50万人に達した。

## 計画中
屯門ニュータウンは、ニュータウンのコンセプトに基づいて計画されており、最も外側の部分は住宅地であり、内側の領域は工業地帯であり、商業地域が確立されている。 工業地帯を設定する目的は、地区外で働くために長距離を移動することなく、その地域の住民が近くで働くことを許可すること。 しかし、香港の工業化に伴い、経済は徐々にサービス産業と金融産業に支配されるようになり、これらの産業は主に香港の都市部に集中しており、現在、ほとんどの住民は地区を越えて働く必要がある。

## 分区
屯門ニュータウンには多くの異なる開発エリアがある。企画部は屯門ニュータウンをエリア2Aから59に分割した。しかし、屯門地区の住民のほとんどは独自の大まかな地域をテーマや用途に分ける方法を持っている。 名前は次のとおり。

### 屯門川以東
- 虎地 - 屯門川の東、軽鉄鳳地駅（中国語版）と藍地交差点の北に位置し、屯門ニュータウンで開発された最後の土地。嶺南大学、公営住宅団地の富泰村、畳陰庭、名賢居、倚嶺南庭及び聚康山荘などのいくつかの新しい民間住宅団地がこの地域にある。 置楽と同様に、LRTネットワークはこの分野には拡大していない。
- 影峰(別名:紅橋) - 於新輝駅の北、豊地駅の南に位置し、1970年に屯門新マーケットが開発されてから2番目の開発地。 ショッピングセンターの大部分は主に長年空いているが、一部のショッピングセンターは主に高齢者の家や教会に使用されている。 ほとんどの不動産も監督が不足しており、プラットフォームでの建設に問題がある。 さらに、地元の計画により、農園間の小道は運河として使用され、多くの健康上の問題を引き起こしている。 この部門にはもともと設広マーケットがあったが、使用率が低いため2008年以降閉鎖されている。
- 屯門市内中心部 - 屯門市内中心部は、屯門ニュータウンと屯門地区全体の中心であり、この地域には人が多くビジネス活動が頻繁に行われている。ショッピングエリアや、屯門市スクエア、屯門市ホール、屯門公共図書館、屯門中央郵便局、屯門政府事務所、屯門コートなどの公共施設はすべてこのエリアにある。屯門市プラザからは、屯門タイムズスクエア、花都ガーデン、新都ビル、金屯広場、屯門公園プラザ、Vシティの7つのショッピングセンターにもつながっている。西線の屯門駅も屯門市センターの隣にある。

### 屯門川以西
- 蝶湾 - 屯門の頭に位置するため屯門埠頭としても知られている。 これらにの地域には、多くの私有地が含まれる。 このエリアにはショッピングモールやその他の公共施設があり、屯門ニュータウンの他のエリアからは比較的遠く、蝶湾は人々に自給自足のエリアであるという感覚を与える。

## 工業
工業集積地は2つある。1つは主に屯門区の中心部である、杯渡路、石排頭路、間及天后廟路、業旺路を囲んだ内部に工場が集積している。 都市部からは離れているため、この地区の地価は中央部の約半分と安い。そのため、工場が多く存在している。
主として香港の飲料メーカーVitasoyや、九龍デイリー、統一食品、YKKなどがこの地区に工場を構える。
もう一つは蝴蝶湾の西側の「特殊工業区」であり、貨物駅と物流施設を備えている、最大のものは珠江デルタに面した龍鼓灘に面した香港内河ターミナル。香港最大のセメントメーカーCLPホールディングスが運営する青山発電所、龍鼓灘発電所や、および香港で唯一の環境保護公園（リサイクル産業）もこの地域にある。

## 教育
屯門ニュータウンには38の中学校、36の小学校、多くの幼稚園がある。1995年には嶺南大学もこの地に移転した。香港職業教育研究所屯門分校や2016年に移転した珠海学院といった2つの高等教育機関もこの地区にある。

## 社会問題

### 交通不便
屯門の地理的位置は都市部から非常に離れており、地区内での雇用機会は少なく、ほとんどの居住者は日常的に都市部へ通勤しなければならない。ニュータウンが開発された1970年代には主要交通網である屯門公路がまだ完成しておらず、九龍や香港島に移動するには青山公路を使用するしかなかった。1983年に屯門公路が開通したが、当初の計画を大幅に上回るほどの利用者がいたため深刻な渋滞問題に直面した。その後、長年にわたる道路拡張や2003年に開通した西鉄線（現・香港MTR屯馬線）の開通により、当初は屯門の外部交通問題は解決され、屯門の住民に第二のルートを提供することができた。
ただし、屯門の大部分は香港MTRの駅から離れていて、住民は時間のかかる乗り継ぎを避けるため、依然として屯門公路を経由して市内を行き来するバス路線を利用している。そのため、屯門公路の交通量は非常に多く、朝と夕方に交通渋滞が発生する。

### 本土人の不正乗車
2013年に屯門ニュータウンがオープンして以来、開発者は本土の観光客の流れを増やすことを目指してきた。その方法として、買い物の金額が8000円に達すると、B3Xルートシティバス無料チケットがもらえた。この方法によって、住民の国境を越えたショッピングの問題はさらに深刻になっている。かつては何百人もの人々がバスを待ち行列に入れ、人々の長さは100メートル以上だった。  12,000人以上が3時間で帰宅し、バスで本土に戻ると推定されている。  1,800人以上が水貨客として不法に大型で重量のある荷物を運んでおり、公共バスサービス規則に違反している疑いがあり、違法な搭乗者がバスに乗って地元の乗客に影響を与えないようにシティバスのスタッフを批判した。
バス会社のスタッフは、乗客を迂回させるために、B3X回線は2〜3分に暗号化されていたが、「すべてが晒されている」と指摘した。 シティバスは、機長は大きな荷物を持った乗客の乗車を拒否する権利を持っているが、実際の状況に応じて自分の裁量でそれを処理するだろうと答えた。
ダウンタウンのショッピングモールや新しい市場では、荷物やトロリーを運んでいる本土の乗客や並行顧客はショッピングモールで混雑している。屯門地区評議会のメンバーであるウ・ジユアンは、ここ数カ月で屯門に急いで行く本土人の数は明らかに深刻であると述べた。別の地区評議会のメンバーであるチェン・ユンシェンは、住民から本土人がB3Xバスに乗れないことを余儀なくされ、香港の人々がバスに乗ることは困難であるという苦情を受けた。
住民は日常生活が邪魔されることを我慢できない。警察にこの問題に対処するよう強く要請している。

## 今後の発展
2013年、財務長官長曽俊氏は、「2013-2014年の香港政府予算」で、物流産業の発展のために屯門のブロック38とエリア49に10.8ヘクタールの土地を確保することを提案した。3から4階建ての物流施設は、2019年に開始され、2023年に完成する予定で、6,600人の雇用を創出する予定。 また、2018年末にチュンムンチェクラップコークリンクロードが開通した後、空港までわずか10分でアクセスでき、将来のエリアには潜在的な利点がある。